# Solomiac
Solomiac település Franciaországban, Gers megyében. Lakosainak száma 499 fő (2022. január 1.). Solomiac Avensac, Maubec, Estramiac, Homps, Labrihe, Monfort és Sarrant községekkel határos.

## Népesség
A település népessége az elmúlt években az alábbi módon változott:
| Lakosok száma | 519  | 446  | 363  | 414  | 483  | 518  | 488  | 479  | 488  | 499  |
|               | 1962 | 1975 | 1990 | 2006 | 2011 | 2013 | 2016 | 2018 | 2020 | 2022 |